# مارک برتولینی
مارک برتولینی، (به انگلیسی: Mark Bertolini) (زاده ۱۹۵۷) کارآفرین، بازرگان و مدیر ارشد اجرایی آمریکایی است، که در حال حاضر به‌عنوان مدیر عامل اجرایی و رییس هیئت مدیره شرکت ایتنا فعالیت می‌کند.